# Kaspi

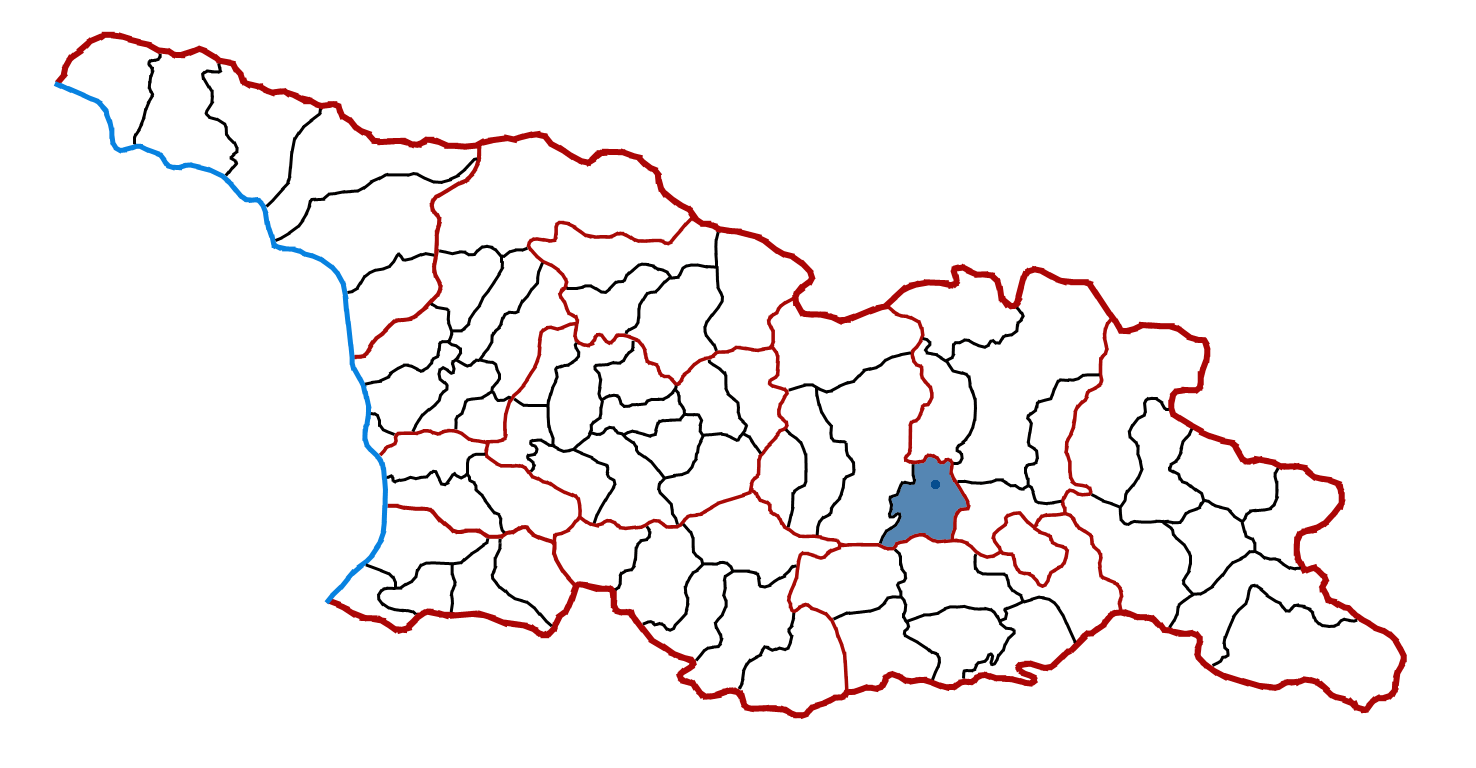
Raion de Kaspi en Géorgie

Kaspi (en géorgien : კასპი) est une ville de la région de Kartlie intérieure en Géorgie, peuplée de 13 423 habitants (2014). Elle est le chef-lieu du district de Kaspi.
Le fleuve Koura la traverse.
Le 16 août 2008, l'armée russe a détruit un pont ferroviaire à Kaspi.